# Harwant Kaur
Harwant Kaur (ur. 5 lipca 1980) – hinduska lekkoatletka specjalizująca się w rzucie dyskiem. 
Karierę zaczynała od zdobycia w 1999 roku srebrnego medalu na mistrzostwach Azji juniorów. W kolejnym sezonie zajęła czwarte miejsce w seniorskim czempionacie Azji. Dwa lata później zdobyła już srebrny medal tej imprezy. Nie udało jej się wywalczyć awansu do finału igrzysk olimpijskich w Atenach (2004). W Melbourne (2006) była siódma na igrzyskach Wspólnoty Narodów. Zajęła odległe miejsce w eliminacjach na igrzyskach w Pekinie (2008). Podczas rozegranych w Nowym Delhi w październiku 2010 roku igrzysk Wspólnoty Narodów zdobyła srebrny medal. 
W pierwszych latach kariery startowała również w pchnięciu kulą zajmując w tej konkurencji czwarte miejsce na mistrzostwach Azji w 2000 roku.
Rekord życiowy w rzucie dyskiem: 63,05 (7 sierpnia 2004, Kijów). 

## Osiągnięcia
| Rok  | Impreza                    | Miejsce    | Lokata            | Wynik |
| ---- | -------------------------- | ---------- | ----------------- | ----- |
| 1999 | Mistrzostwa Azji juniorów  | Singapur   | 2. miejsce        | 51,24 |
| 2000 | Mistrzostwa Azji           | Dżakarta   | 4. miejsce        | 56,08 |
| 2002 | Igrzyska azjatyckie        | Pusan      | 4. miejsce        | 58,31 |
| 2002 | Mistrzostwa Azji           | Kolombo    | 2. miejsce        | 57,60 |
| 2003 | Mistrzostwa Azji           | Manila     | 4. miejsce        | 55,89 |
| 2004 | Igrzyska olimpijskie       | Ateny      | el. – 13. miejsce | 60,82 |
| 2006 | Igrzyska Wspólnoty Narodów | Melbourne  | 7. miejsce        | 57,64 |
| 2007 | Mistrzostwa Azji           | Amman      | 4. miejsce        | 52,43 |
| 2008 | Igrzyska olimpijskie       | Pekin      | el. – 30. miejsce | 56,42 |
| 2009 | Mistrzostwa Azji           | Kanton     | 5. miejsce        | 53,83 |
| 2010 | Igrzyska Wspólnoty Narodów | Nowe Delhi | 2. miejsce        | 60,16 |
| 2010 | Igrzyska azjatyckie        | Kanton     | 4. miejsce        | 57,55 |
| 2011 | Mistrzostwa Azji           | Kobe       | 3. miejsce        | 57,99 |
| 2011 | Mistrzostwa świata         | Taegu      | el. – 21. miejsce | 56,45 |